# 加太孝明
加太 孝明（かぶと たかあき、1957年 - ）は、日本の実業家。株式会社ロボットの代表取締役社長を歴任。兵庫県出身。

## 経歴
同志社大学経済学部卒業後、「世の中を動かす仕事に携わりたい」との思いから第一企画（現アサツーディ・ケイ）に営業職として入社。そのうち8年は、JT『キャビン』 などのマーケティングから宣伝プロモーションまで広告全般を担当した。
入社10年目に「自分の力を試したい」と考え、他の商品担当に変えてほしいと上司に願い出たがかなわず、1989年にロボットへ転職。創業者の阿部秀司と共に映画やアニメなどのコンテンツ事業の立ち上げに取り組んだ。
1990年9月に取締役、1997年4月に常務取締役、2007年に取締役専務執行役員コンテンツ事業本部長を歴任。
2010年に阿部の後を継ぎ代表取締役社長に就任した。
2022年に社長を退任。取締役となる。

## 人物
- 趣味はゴルフの打ち放しで、ゴルフ練習場ではだいたい250球から500球ぐらい打つこともある。

## 関わった作品
特筆がないものは製作として参加

### 実写映画
- PiCNiC（1996年・ココの父親役）
- 明日があるさ THE MOVIE（2002年・製作委員会参加）
- ファンタスティポ（2005年・エグゼクティブプロデューサー）
- RAILWAYS 49歳で電車の運転士になった男の物語（2010年）
- THE LAST MESSAGE 海猿（2010年）
- SP THE MOTION PICTURE（2010年『野望編』、2011年『革命編』・エグゼクティブプロデューサー）
- RAILWAYS 愛を伝えられない大人たちへ（2011年）
- ワイルド7（2011年）
- ALWAYS 三丁目の夕日'64（2012年）
- BRAVE HEARTS 海猿（2012年）
- カノジョは嘘を愛しすぎてる（2013年）
- 永遠の0（2013年・共同製作）
- 百瀬、こっちを向いて。（2014年・エグゼクティブプロデューサー）
- We are REDS! THE MOVIE 開幕までの7日間（2014年）
- リトル・フォレスト夏/秋 冬/春（2014年『夏・秋』、2015年『冬・春』）
- 紙の月（2014年・製作代表）
- 暗殺教室（2015年）
- We are REDS! THE MOVIE minna minna minna（みんな みんな みんな）（2015年）
- ボクは坊さん。（2015年・エグゼクティブプロデューサー）
- ちはやふる（2016年『上の句』・『下の句』、2018年『結び』）
- 暗殺教室〜卒業編〜（2016年）
- 後妻業の女（2016年・共同製作）
- 海賊とよばれた男（2016年）
- 22年目の告白 -私が殺人犯です-（2017年）
- 泥棒役者（2017年）
- DESTINY 鎌倉ものがたり（2017年）
- 嘘を愛する女（2018年・共同製作）
- のみとり侍（2018年・共同製作）
- OVER DRIVE（2018年・共同製作）
- オズランド　笑顔の魔法おしえます。（2018年・製作指揮）
- トラさん〜僕が猫になったワケ〜（2019年）
- 小さな恋のうた（2019年）
- WE ARE LITTLE ZOMBIES（2019年）

### 劇場アニメ
- ゼノ／かぎりなき愛に（1999年・プロデューサー）
- friends もののけ島のナキ（2011年）
- STAND BY ME ドラえもん（2014年）

### テレビアニメ
- カリーノ・コニ（2014年・企画）